# Alice Amsden
Alice Hoffenberg Amsden (født 27. juni 1943, New York, USA, død 15. marts 2012 i Cambridge, USA) var en amerikansk økonom og professor i politisk økonomi på MIT. Hun er især kendt for sine bidrag til økonomisk teori om 'det asiatiske mirakel' og 'sen-industrialisering'.

## Tidlige liv
Alice Amsden blev født i Brooklyn, New York City. Hun gik på Midwood High School og deltog blandt andet i et Model United Nations-program hvor hun mødte Eleanor Roosevelt. Hun fik sin bachelor fra Cornell University i 1965 og fik en Ph.D.-grad fra London School of Economics i 1971. På dette tidspunkt var hun blandt meget få kvinder der holdt en ph.d.-grad i økonomi i USA.

## Karriere og forskning
Amsden's karriere startede som økonom hos OECD i 1971. Hun skiftede til den akademiske verden og MIT i 1994. Hun har undervist på University of California, Barnard College, og Harvard Business School.
Amsdens forskning omhandlede industrialiseringsprocesser i vækstøkonomier med fokus på Asien. Hendes arbejde fremhævede statens rolle i økonomisk vækst og udfordrede ideer om mere ensartede veje for udviklingslande mod velstand i en globaliseret verden.
I løbet af sin karriere skrev Amsden seks bøger og mange tidsskriftsartikler og kapitler om sin forskning. Derudover udgav hun ofte artikler i avisen New York Times og andre medier.
Hendes mest kendte bog The Rise of 'The Rest': Challenges to the West from Late-Industrializing Economies blev udgivet i 2001 af Oxford University Press. Bogen beskrev hvordan asiatiske lande som Sydkorea og Taiwan gennemgik statsdrevet industrialisering. I kontrast hertil beskrev Amsden hvordan latinamerikanske lande i større grad havde givet plads til udenlandske investeringer, og dermed givet multinationale firmaer større magt i økonomiske beslutninger i forhold til statslige aktører.
Udover sin forskning og undervisning har Amsden arbejdet som konsulent for en række internationale organisationer som OECD, Verdensbanken og FN. I 2009 blev hun udnævnt til medlem af FN's udviklingspolitiske komite.

## Priser og udmærkelser
I 2002 vandt Amsden Leontief-prisen sammen med Dani Rodrik for sine bidrag til økonomisk teori.

## Bøger[3]
- The Role of Elites in Economic Development, 2012
- Escape from Empire: The Developing World's Journey through Heaven and Hell, 2007
- Beyond Late Development: Taiwan's Upgrading Policies, 2003
- The Rise of the Rest: Challenges to the West from Late-Industrializing Economies, 2001
- The Market Meets its Match: Restructuring the Economies of Eastern Europe, 1994
- Asia's Next Giant: South Korea and Late Industrialization, 1989